# PFK Litex Lovech
El PFK Líteks Lòvetx (búlgar: ПФК Литекс (Ловеч), transcrit habitualment com a PFK Litex Lovech, és un club de futbol búlgar de la ciutat de Lòvetx.

## Història
El primer club de la ciutat de Lòvetx es fundà el 1921 amb el nom de Hissaria. El primer partit oficial el jugà el 1923. El club canvià diverses vegades de nom, abans d'esdevenir Ossum el 1979. Amb el nom de l'espònsor LEKS pujà per primer cop a 1a divisió el 1994.
L'èquip començà una brillant època d'èxits el 1998. En la dècada entre aquest any i el 2008 el club ha assolit la victòria en dues lligues búlgares i en tres copes nacionals.

### Evolució del nom[1]
- 1921: Hisarya Lovetch
- 1925: Todor Kirkov, en unir-se a Slava
- 1929: Pobeda-Kirkov'29, en unir-se a Pobeda
- 1932: Todor Kirkov
- 1946: Yunak-Kirkov, en unir-se a Yunak
- 1948: Hristo Kurpachev
- 1949: DSO (Dobrovolna Sportna Organizatsia) Torpedo
- 1957: DFS (Druzhestvo za Fizkultura I Sport) Hristo Kurpachev
- 1979: Osam Lovetch
- 1991: Leks Lovetch
- 1995: FK Lovetch
- 1996: PFK Litex Lovetch
- 1999: FK Lovetch
- 2001: PFK Litex Lovetch

## Palmarès
- 3 Lliga búlgara de futbol:
  - 1998, 1999, 2010
- 4 Copa búlgara de futbol:
  - 2001, 2004, 2008, 2009
- Torneig internacional de Norcia:
  - 2001

## Jugadors destacats
| - Georgi Denev - Petar Hubchev - Radostin Kishishev - Dimcho Belyakov - Svetoslav Todorov - Rosen Kirilov - Zoran Janković - Zlatomir Zagorcic - Stoycho Stoilov - Stefan Kolev |  | - Hristo Yovov - Zhivko Zhelev - Zdravko Zdravkov - Ivaylo Petkov - Altin Haxhi - Alban Bushi - Valeriu Rachita - Aurelian Patrascu - Dragoljub Simonovic - Tiago Silva |  | - Milivoje Novakovič - Jean-Philippe Caillet - Nebojša Jelenković - Stefan Yurukov - Murad Hidiuad - Petar Zanev - Rosen Kirilov - Vitomir Vutov - Robert Popov - Alejandro Cichero |